# Komsomol de la Federació Russa
El Komsomol de la Federació Russa (en rus: Комсомол Российской Федерации) és l'organització juvenil del Partit Comunista de la Federació Russa.

## Activitat
Per aconseguir els objectius de l'organització, el partit dirigeix diverses activitats com: l'organització de reunions, mítings, manifestacions i piquets, amb el propòsit d'expressar l'opinió del partit sobre els problemes socials del jovent. Promoure la participació en les campanyes electorals per recolzar al Partit Comunista de la Federació Russa, treballant en col·laboració amb el partit i els seus representants en els organismes governamentals en tots els nivells. Desenvolupar una xarxa d'oficines regionals, locals i nacionals per recolzar al partit. Organitzar a les universitats: cursos, clubs, biblioteques, grups d'estudi, campaments d'estiu, activitats, etc.

## Programa
En matèria econòmica, el partit defensa una economia de mercat planificada i equilibrada, un pas important en la construcció del socialisme, on l'estat ha de tenir un paper determinant.
En l'àmbit social, l'organització recolza l'aplicació de programes nacionals destinats a crear un sistema de seguretat social per resoldre els problemes dels joves en l'àrea d'ocupació, educació, família i salut (tant física com mental).
El partit insisteix en la transició, des de les accions purament de propaganda, fins a fer passos pràctics reals per crear un estat unit amb Belarús, així com la reintegració de les antigues repúbliques de la Unió Soviètica, fomentar la cooperació internacional amb dos països importants per la Federació Russa: Ucraïna i Kazakhstan.
El partit considera que cal adoptar mesures dràstiques per eliminar el crim juvenil resolent les seves raons socials i econòmiques. Al mateix temps, el partit s'oposa a les condicions horribles en les quals viuen els acusats i els convictes, la majoria d'ells són joves. La presó ha de reinsertar als presos, en lloc de fer mal a les persones.